# Liste der Down-Beat-Poll-Sieger der 2000er Jahre
Dies ist eine Liste der Poll-Gewinner (Leser und Kritiker) der Zeitschrift Down Beat in den 2000er Jahren.

## 2000
Kritiker-Poll:
- Hall of Fame: Lester Bowie
- Jazzmusiker des Jahres: Dave Douglas
- Jazz-Album des Jahres: Dave Douglas Soul on Soul (MCA)
- Blues-Album des Jahres: Luther Allison Live in Chicago (Alligator)
- Beyond-Album des Jahres: Caetano Veloso: Livro (Nonesuch)
- Big Band: Mingus Big Band
- Akustische Band: Dave Holland Quintet
- Elektrische Band: John Scofield
- Altsaxophon: Phil Woods
- Tenorsaxophon: Joe Lovano
- Baritonsaxophon: Nick Brignola
- Sopransaxophon: Steve Lacy
- Trompete: Dave Douglas
- Posaune: Steve Turre
- Klarinette: Don Byron
- Flöte: James Newton
- Schlagzeug: Elvin Jones
- Percussion: Trilok Gurtu
- Vibraphon: Bobby Hutcherson
- Bass (akustisch): Dave Holland
- Elektrischer Bass: Steve Swallow
- Violine: Regina Carter
- Gitarre: John Scofield
- Klavier: Keith Jarrett
- Orgel: Jimmy Smith
- Electric Keyboard: Joe Zawinul
- Sonstige Instrumente: Toots Thielemans, Harmonika
- Arrangeur: Bill Holman
- Komponist: Wynton Marsalis
- Label: Verve Records
- Männlicher Vokalkünstler: Kurt Elling
- Weibliche Vokalkünstlerin: Cassandra Wilson
- Blues-Künstler: B. B. King
- Blues-Gruppe: B. B. King
- Beyond-Künstler: Cesária Évora, Lauryn Hill
- Beyond-Gruppe: Caetano Veloso
- Produzent: Michael Cuscuna
- Reissue des Jahres: Duke Ellington The Duke Ellington Centennial Edition: Complete RCA Victor Recordings (RCA Victor)

Leser-Poll:
- Hall of Fame: Clark Terry
- Jazzmusiker des Jahres: Terence Blanchard
- Jazz-Album des Jahres: Terence Blanchard Wandering Moon (Sony Classical)
- Blues-Album des Jahres: B. B. King Let the good times roll (MCA)
- Jazz Box-Set des Jahres: Miles Davis & John Coltrane The Complete Columbia Recordings (Columbia/Legacy)
- Jazz Reissue des Jahres: Miles Davis & John Coltrane The Complete Columbia Recordings (Columbia/Legacy)
- Big Band: Mingus Big Band
- Akustische Jazz-Gruppe: Dave Holland Quintet
- Elektrische Jazz-Gruppe: John Scofield
- Altsaxophon: Phil Woods
- Tenorsaxophon: Joe Lovano
- Baritonsaxophon: Nick Brignola
- Sopransaxophon: Steve Lacy
- Trompete: Terence Blanchard
- Posaune: Steve Turre
- Klarinette: Don Byron
- Flöte: James Newton
- Schlagzeug: Elvin Jones
- Percussion: Tito Puente
- Vibraphon: Bobby Hutcherson
- Akustischer Bass: Dave Holland
- Elektrischer Bass: Steve Swallow
- Gitarre: John Scofield
- Klavier: Brad Mehldau
- Elektrisches Keyboard: Joe Zawinul
- Orgel: Jimmy Smith
- Sonstige Instrumente: Toots Thielemans (Harmonika)
- Komponist: Wynton Marsalis
- Arrangeur: Tom Harrell
- Label: Blue Note Records
- Männlicher Vokalkünstler: Mark Murphy
- Weibliche Vokalkünstlerin: Diana Krall
- Vokalgruppe: Four Freshmen
- Blues-Künstler: B. B. King
- Blues-Gruppe: B. B. King
- „Beyond“-Gruppe: Santana
- „Beyond“-Künstler: Carlos Santana
- Beyond-Album: Steely Dan Two Against Nature (Giant)

## 2001
Kritiker-Poll:
- Hall of Fame: Milt Hinton
- Jazzmusiker des Jahres: Joe Lovano
- Jazz-Album des Jahres: Andrew Hill Dusk (Palmetto)
- Blues-Album des Jahres: B. B. King, Eric Clapton Riding with the King (Reprise)
- Beyond-Album des Jahres: Steely Dan: Two Against Nature (Giant)
- Big Band: Mingus Big Band
- Akustische Band: Dave Holland Quintet
- Elektrische Band: Medeski, Martin & Wood
- Altsaxophon: Phil Woods
- Tenorsaxophon: Sonny Rollins
- Baritonsaxophon: James Carter
- Sopransaxophon: Steve Lacy
- Trompete: Dave Douglas
- Posaune: Steve Turre
- Klarinette: Don Byron
- Flöte: James Newton
- Schlagzeug: Roy Haynes
- Percussion: Trilok Gurtu
- Vibraphon: Bobby Hutcherson
- Bass (akustisch): Dave Holland
- Elektrischer Bass: Steve Swallow
- Violine: Regina Carter
- Gitarre: John Scofield, Bill Frisell
- Klavier: Keith Jarrett
- Orgel: Jimmy Smith
- Electric Keyboard: Joe Zawinul
- Sonstige Instrumente: Toots Thielemans, Harmonika
- Arrangeur: Maria Schneider
- Komponist: Dave Douglas
- Label: Verve Records
- Männlicher Vokalkünstler: Kurt Elling
- Weibliche Vokalkünstlerin: Cassandra Wilson
- Blues-Künstler: B. B. King
- Blues-Gruppe: B. B. King
- Beyond-Künstler: Caetano Veloso
- Beyond-Gruppe: Steely Dan
- Produzent: Michael Cuscuna
- Reissue des Jahres: Duke Ellington The Duke Ellington Centennial Edition: Complete RCA Victor Recordings (RCA Victor)

Leser-Poll:
- Hall of Fame: Joe Henderson
- Jazzmusiker des Jahres: Joe Lovano
- Jazz-Album des Jahres: Joe Lovano 52nd Street Themes (Blue Note)
- Blues-Album des Jahres: B. B. King, Eric Clapton Riding with the King (Reprise)
- Jazz Reissue / Box-Set des Jahres: Louis Armstrong The Complete Hot 5 and Hot 7 Recordings (Columbia)
- Big Band: Mingus Big Band
- Akustische Jazz-Gruppe: Dave Holland Quintet
- Elektrische Jazz-Gruppe: Medeski, Martin & Wood
- Altsaxophon: Phil Woods
- Tenorsaxophon: Joe Lovano
- Baritonsaxophon: James Carter
- Sopransaxophon: Wayne Shorter
- Trompete: Dave Douglas
- Posaune: Steve Turre
- Klarinette: Don Byron
- Flöte: James Moody
- Schlagzeug: Roy Haynes
- Percussion: Airto Moreira
- Vibraphon: Gary Burton
- Akustischer Bass: Dave Holland
- Elektrischer Bass: Steve Swallow
- Gitarre: Jim Hall
- Klavier: Keith Jarrett
- Elektrisches Keyboard: Joe Zawinul
- Orgel: Jimmy Smith
- Sonstige Instrumente: Toots Thielemans (Harmonika)
- Komponist: Tom Harrell
- Arrangeur: Maria Schneider
- Label: Blue Note Records
- Männlicher Vokalkünstler: Mark Murphy
- Weibliche Vokalkünstlerin: Diana Krall
- Vokalgruppe: Four Freshmen
- Blues-Künstler: B. B. King
- Blues-Gruppe: B. B. King
- „Beyond“-Gruppe: Steely Dan
- „Beyond“-Künstler: Sting
- Beyond-Album: Steely Dan Two Against Nature (Giant)

## 2002
Kritiker-Poll:
- Hall of Fame: John Lewis
- Jazz-Künstler des Jahres: Dave Holland
- Big Band: Mingus Big Band
- Jazz-Gruppe, akustisch: Dave Holland Quintet
- Jazz-Gruppe, elektrisch: Medeski, Martin & Wood
- Altsaxophon: Lee Konitz
- Tenorsaxophon: Sonny Rollins
- Baritonsaxophon: James Carter
- Sopransaxophon: Steve Lacy
- Trompete: Dave Douglas
- Posaune: Steve Turre
- Klarinette: Don Byron
- Flöte: James Newton
- Gitarre: Jim Hall
- Violine: Regina Carter
- Bass, akustisch: Dave Holland
- Bass, elektrisch: Steve Swallow
- Schlagzeug: Roy Haynes
- Percussion: Trilok Gurtu
- Vibraphon: Bobby Hutcherson
- Klavier: Keith Jarrett
- Orgel: Joey DeFrancesco
- Electric Keyboard: Joe Zawinul
- Sonstige Instrumente: Toots Thielemans (Harmonika)
- Arrangeur: Maria Schneider
- Komponist: Dave Douglas
- Männlicher Vokalkünstler: Kurt Elling
- Weibliche Vokalkünstlerin: Cassandra Wilson
- Label: Blue Note Records
- Produzent: Michael Cuscuna
- Blues-Künstler: B. B. King
- Blues-Gruppe: B. B. King
- Beyond-Künstler: Cesária Évora
- Beyond-Gruppe: Sex Mob
- Blues-Album des Jahres: Buddy Guy Sweet Tea (Silvertone)
- Beyond-Album des Jahres: Björk Vespertine (Elektra)
- Jazz-Album des Jahres: Dave Holland Not for Nothin (ECM)
- Reissue des Jahres: Billie Holiday Lady Day. The Complete Billie Holiday on Columbia (Columbia/Legacy)

Leser-Poll:
- Hall of Fame: Antônio Carlos Jobim
- Jazzmusiker des Jahres: Dave Holland
- Jazz-Album des Jahres: Dave Holland Quintet Not for nothin (ECM)
- Jazz Reissue / Box-Set des Jahres: Miles Davis The Complete In A Silent Way Sessions (Columbia/Legacy)
- Big Band: Mingus Big Band
- Akustische Jazz-Gruppe: Dave Holland Quintet
- Elektrische Jazz-Gruppe: Pat Metheny Group
- Altsaxophon: Phil Woods
- Tenorsaxophon: Sonny Rollins
- Baritonsaxophon: James Carter
- Sopransaxophon: Wayne Shorter
- Trompete: Dave Douglas
- Posaune: Steve Turre
- Klarinette: Don Byron
- Flöte: James Newton
- Schlagzeug: Roy Haynes
- Percussion: Airto Moreira
- Vibraphon: Gary Burton
- Akustischer Bass: Dave Holland
- Elektrischer Bass: Steve Swallow
- Gitarre: Jim Hall
- Klavier: Brad Mehldau
- Elektrisches Keyboard: Joe Zawinul
- Orgel: Jimmy Smith
- Sonstige Instrumente: Toots Thielemans (Harmonika)
- Komponist: Dave Douglas
- Arrangeur: Maria Schneider
- Label: Blue Note Records
- Männlicher Vokalkünstler: Mark Murphy
- Weibliche Vokalkünstlerin: Cassandra Wilson
- Vokalgruppe: Take 6
- Blues-Künstler: B. B. King
- Blues-Gruppe: B. B. King
- „Beyond“-Gruppe: Santana
- „Beyond“-Künstler: Sting

## 2003
Kritiker-Poll:
- Hall of Fame: Wayne Shorter
- Jazzmusiker des Jahres: Wayne Shorter
- Jazz-Album des Jahres: Wayne Shorter Quartet Footprints Live! (Verve)
- Blues-Album des Jahres: Solomon Burke Don’t give up on me (Fat Possum)
- Beyond-Album des Jahres: Ry Cooder, Manuel Galbán: Mambo Sinuendo (Nonesuch)
- Big Band: Dave Holland Big Band
- Akustische Band: The Bad Plus
- Elektrische Band: Medeski, Martin & Wood
- Altsaxophon: Lee Konitz
- Tenorsaxophon: Joe Lovano
- Baritonsaxophon: James Carter
- Sopransaxophon: Wayne Shorter
- Trompete: Dave Douglas
- Posaune: Steve Turre
- Klarinette: Don Byron
- Flöte: James Newton
- Schlagzeug: Roy Haynes
- Percussion: Ray Barretto
- Vibraphon: Bobby Hutcherson
- Bass (akustisch): Dave Holland
- Elektrischer Bass: Steve Swallow
- Violine: Regina Carter
- Gitarre: John Scofield
- Klavier: Keith Jarrett
- Orgel: Joey DeFrancesco
- Electric Keyboard: Joe Zawinul
- Sonstige Instrumente: Toots Thielemans, Harmonika
- Arrangeur: Maria Schneider
- Komponist: Wayne Shorter
- Label: Blue Note Records
- Männlicher Vokalkünstler: Kurt Elling
- Weibliche Vokalkünstlerin: Cassandra Wilson
- Blues-Künstler/Gruppe: Buddy Guy
- Beyond-Künstler/Gruppe: The Roots
- Produzent: Michael Cuscuna
- Reissue des Jahres: John Coltrane A Love Supreme, Deluxe Edition (Impulse!)

Leser-Poll:
- Hall of Fame: Ray Brown
- Jazzmusiker des Jahres: Wayne Shorter
- Jazz-Album des Jahres: Wayne Shorter Quartet Footprints Live! (Verve)
- Blues-Album des Jahres: Etta James Burning Down the House (Private Music)
- Jazz Reissue / Box-Set des Jahres: John Coltrane A Love Supreme (Deluxe Edition) (Impulse!)
- Big Band: Clayton-Hamilton Jazz Orchestra
- Akustische Jazz-Gruppe: Dave Holland Quintet
- Elektrische Jazz-Gruppe: John Scofield Band
- Altsaxophon: Phil Woods
- Tenorsaxophon: Sonny Rollins
- Baritonsaxophon: James Carter
- Sopransaxophon: Wayne Shorter
- Trompete: Dave Douglas
- Posaune: Steve Turre
- Klarinette: Don Byron
- Flöte: James Newton
- Schlagzeug: Roy Haynes
- Percussion: Poncho Sanchez
- Vibraphon: Bobby Hutcherson
- Akustischer Bass: Dave Holland
- Elektrischer Bass: Steve Swallow
- Gitarre: Pat Metheny
- Klavier: Keith Jarrett
- Elektrisches Keyboard: Joe Zawinul
- Orgel: Jimmy Smith
- Sonstige Instrumente: Toots Thielemans (Harmonika)
- Komponist: Wayne Shorter
- Arrangeur: Bill Holman
- Label: Blue Note Records
- Männlicher Vokalkünstler: Mark Murphy
- Weibliche Vokalkünstlerin: Diana Krall
- Vokalgruppe: Take 6
- Blues-Künstler/Gruppe: B. B. King
- Beyond-Künstler/Gruppe: Norah Jones
- „Beyond“-Album: Norah Jones Come away with me (Blue Note)

## 2004
Kritiker-Poll:
- Hall of Fame: Roy Haynes
- Jazzmusiker des Jahres: Dave Holland
- Jazz-Album des Jahres: Dave Holland Quintet Extended Play: Live at Birdland (ECM)
- Blues-Album des Jahres: Otis Taylor Truth is not fiction (Telarc)
- Akustische Band: Dave Holland Quintet
- Elektrische Band: Zawinul Syndicate
- Altsaxophon: Lee Konitz
- Tenorsaxophon: Joe Lovano
- Baritonsaxophon: James Carter
- Sopransaxophon: Steve Lacy
- Trompete: Dave Douglas
- Posaune: Steve Turre
- Klarinette: Don Byron
- Flöte: James Newton
- Schlagzeug: Roy Haynes
- Percussion: Ray Barretto, Poncho Sanchez
- Vibraphon: Bobby Hutcherson
- Bass (akustisch): Dave Holland
- Elektrischer Bass: Steve Swallow
- Violine: Regina Carter
- Gitarre: Bill Frisell
- Klavier: Keith Jarrett
- Orgel: Joey DeFrancesco
- Electric Keyboard: Joe Zawinul
- Sonstige Instrumente: Toots Thielemans, Harmonika
- Arrangeur: Maria Schneider
- Komponist: Dave Douglas
- Label: Blue Note Records
- Männlicher Vokalkünstler: Kurt Elling
- Weibliche Vokalkünstlerin: Cassandra Wilson
- Blues-Künstler/Gruppe: Buddy Guy
- Beyond-Künstler/Gruppe: Norah Jones
- Produzent: Michael Cuscuna
- Reissue des Jahres: Miles Davis The Complete Jack Johnson Sessions (Columbia/Legacy)

Kritiker Poll: Rising Stars
- Jazzmusiker des Jahres: Jason Moran
- Big Band: Either/Orchestra
- Electric Group: Charlie Hunter Trio
- Acoustic Group: The Bad Plus
- Sopransaxophon: Steve Wilson
- Altsaxophon: Miguel Zenón
- Tenorsaxophon: Chris Potter
- Baritonsaxophon: Claire Daly
- Trompete: Jeremy Pelt
- Posaune: Josh Roseman
- Klarinette: Chris Speed
- Flöte: Jane Bunnett
- Schlagzeug: Matt Wilson
- Percussion: Susie Ibarra
- Vibraphon: Stefon Harris
- Violine: Jenny Scheinman
- Acoustic Bass: Scott Colley
- Electric Bass: Matthew Garrison
- Gitarre: Russell Malone
- Klavier: Jason Moran
- Orgel: Sam Yahel
- Keyboard: Uri Caine
- Diverse Instrumente: Erik Friedlander (Cello)
- Männlicher Vokalkünstler: Peter Cincotti
- Weibliche Vokalkünstlerin: Luciana Souza
- Komponist: Jason Moran
- Arrangeur: Steven Bernstein
- Produzent: Matt Balitsaris
- Blues-Musiker/Gruppe: Derek Trucks

Leser-Poll:
- Hall of Fame: McCoy Tyner
- Jazzmusiker des Jahres: Dave Holland
- Jazz-Album des Jahres: Dave Holland Quintet Extended Play: Live at Birdland (ECM)
- Blues-Album des Jahres: Eric Clapton Me and Mr. Johnson (Reprise)
- Jazz Reissue / Box-Set des Jahres: Miles Davis The Complete Jack Johnson Sessions (Columbia Legacy)
- Big Band: Dave Holland Big Band
- Akustische Jazz-Gruppe: Dave Holland Quintet
- Elektrische Jazz-Gruppe: John Scofield Band
- Altsaxophon: Phil Woods
- Tenorsaxophon: Joe Lovano
- Baritonsaxophon: James Carter
- Sopransaxophon: Wayne Shorter
- Trompete: Dave Douglas
- Posaune: Steve Turre
- Klarinette: Don Byron
- Flöte: James Moody
- Schlagzeug: Roy Haynes
- Percussion: Airto Moreira
- Vibraphon: Bobby Hutcherson
- Akustischer Bass: Dave Holland
- Elektrischer Bass: Steve Swallow
- Gitarre: Pat Martino
- Klavier: Brad Mehldau
- Elektrisches Keyboard: Joe Zawinul
- Orgel: Jimmy Smith
- Sonstige Instrumente: Toots Thielemans (Harmonika)
- Komponist: Wayne Shorter
- Arrangeur: Maria Schneider
- Label: Blue Note Records
- Männlicher Vokalkünstler: Kurt Elling
- Weibliche Vokalkünstlerin: Diana Krall
- Vokalgruppe: Take 6
- Blues-Künstler/Gruppe: B. B. King
- Beyond-Künstler/Gruppe: Norah Jones
- „Beyond“-Album: Norah Jones Feels Like Home (Blue Note)

## 2005
Kritiker-Poll:
- Hall of Fame: Steve Lacy
- Jazzmusiker des Jahres: Dave Holland
- Jazz-Album des Jahres: Maria Schneider Orchestra Concert in the Garden (ArtistShare)
- Blues-Album des Jahres: Otis Taylor Double V (Telarc)
- Beyond-Album: Brian Wilson SMiLE (Nonesuch)
- Big Band: Dave Holland
- Akustische Band: Keith Jarrett Standards Trio
- Elektrische Band: Pat Metheny Group
- Altsaxophon: Lee Konitz
- Tenorsaxophon: Joe Lovano
- Baritonsaxophon: James Carter
- Sopransaxophon: Wayne Shorter
- Trompete: Dave Douglas
- Posaune: Steve Turre
- Klarinette: Don Byron
- Flöte: Frank Wess
- Schlagzeug: Roy Haynes
- Percussion: Ray Barretto
- Vibraphon: Bobby Hutcherson
- Bass (akustisch): Dave Holland
- Elektrischer Bass: Steve Swallow
- Violine: Regina Carter
- Gitarre: Bill Frisell
- Klavier: Keith Jarrett
- Orgel: Joey DeFrancesco
- Electric Keyboard: Joe Zawinul
- Sonstige Instrumente: Toots Thielemans, Harmonika
- Arrangeur: Maria Schneider
- Komponist: Maria Schneider
- Label: Blue Note Records
- Männlicher Vokalkünstler: Kurt Elling
- Weibliche Vokalkünstlerin: Cassandra Wilson
- Blues-Künstler/Gruppe: B. B. King
- Beyond-Künstler/Gruppe: Norah Jones
- Produzent: Michael Cuscuna
- Reissue des Jahres: Miles Davis Seven Steps: The Complete Columbia Recordings of Miles Davis 1963-64 (Columbia/Legacy)

Kritiker Poll: Rising Stars
- Jazzmusiker des Jahres: Jason Moran
- Big Band: Either/Orchestra
- Electric Group: Charlie Hunter Trio
- Acoustic Group: Jason Moran Band Wagon
- Sopransaxophon: Ravi Coltrane
- Altsaxophon: Miguel Zenón
- Tenorsaxophon: Chris Potter
- Baritonsaxophon: Claire Daly
- Trompete: Jeremy Pelt
- Posaune: Josh Roseman
- Klarinette: Chris Speed
- Flöte: Nicole Mitchell
- Schlagzeug: Matt Wilson
- Percussion: Hamid Drake
- Vibraphon: Joe Locke
- Violine: Jenny Scheinman
- Acoustic Bass: Ben Allison
- Electric Bass: Matthew Garrison
- Gitarre: Kurt Rosenwinkel
- Klavier: Jason Moran
- Orgel: Sam Yahel
- Keyboard: Uri Caine
- Männlicher Vokalkünstler: Jamie Cullum
- Weibliche Vokalkünstlerin: Luciana Souza
- Komponist: Jason Moran
- Arrangeur: Steven Bernstein
- Produzent: Branford Marsalis
- Blues-Musiker/Gruppe: Shemekia Copeland

Leser-Poll:
- Hall of Fame: Herbie Hancock
- Jazzmusiker des Jahres: Dave Holland
- Jazz-Album des Jahres: Maria Schneider Orchestra Concert in the Garden (ArtistShare)
- Blues-Album des Jahres: James Blood Ulmer Birthright (Hyena)
- Jazz Reissue / Box-Set des Jahres: Miles Davis Seven Steps. The Complete Columbia Recordings of Miles Davis 63-64 (Columbia Legacy)
- Big Band: Dave Holland Big Band
- Jazz-Combo: Keith Jarrett Standards Trio
- Altsaxophon: Phil Woods
- Tenorsaxophon: Joe Lovano
- Baritonsaxophon: James Carter
- Sopransaxophon: Wayne Shorter
- Trompete: Dave Douglas
- Posaune: Steve Turre
- Klarinette: Don Byron
- Flöte: James Moody
- Schlagzeug: Jack DeJohnette
- Percussion: Poncho Sanchez
- Vibraphon: Bobby Hutcherson
- Akustischer Bass: Dave Holland
- Elektrischer Bass: Dave Holland
- Gitarre: Bill Frisell
- Klavier: Keith Jarrett
- Elektrisches Keyboard/Synthesizer: Joe Zawinul
- Orgel: Joey DeFrancesco
- Sonstige Instrumente: Toots Thielemans (Harmonika)
- Komponist: Maria Schneider
- Label: Blue Note Records
- Männlicher Vokalkünstler: Kurt Elling
- Weibliche Vokalkünstlerin: Cassandra Wilson
- Blues-Künstler/Gruppe: B. B. King

## 2006
Kritiker-Poll:
- Hall of Fame: Jackie McLean
- Jazzmusiker des Jahres: Sonny Rollins
- Jazz-Album des Jahres: Andrew Hill Time Lines (Blue Note)
- Beyond-Album: Ry Cooder Chavez Ravine (Nonesuch)
- Big Band: Maria Schneider Orchestra
- Akustische Band: Wayne Shorter Quartet
- Altsaxophon: Phil Woods
- Tenorsaxophon: Sonny Rollins
- Baritonsaxophon: James Carter
- Sopransaxophon: Wayne Shorter
- Trompete: Dave Douglas
- Posaune: Steve Turre
- Klarinette: Don Byron
- Flöte: James Moody
- Schlagzeug: Jack DeJohnette
- Percussion: Ray Barretto
- Vibraphon: Bobby Hutcherson
- Bass (akustisch): Dave Holland
- Elektrischer Bass: Dave Holland
- Violine: Regina Carter
- Gitarre: Bill Frisell
- Klavier: Keith Jarrett
- Orgel: Joey DeFrancesco
- Electric Keyboard: Joe Zawinul
- Sonstige Instrumente: Toots Thielemans, Harmonika
- Arrangeur: Maria Schneider
- Komponist: Maria Schneider
- Label: Blue Note Records
- Männlicher Vokalkünstler: Kurt Elling
- Weibliche Vokalkünstlerin: Cassandra Wilson
- Blues-Künstler/Gruppe: B. B. King
- Beyond-Künstler/Gruppe: Elvis Costello
- Produzent: Michael Cuscuna
- Reissue des Jahres: Thelonious Monk mit John Coltrane At Carnegie Hall (Blue Note)

Kritiker Poll: Rising Stars
- Jazzmusiker des Jahres: Vijay Iyer
- Big Band: Either/Orchestra
- Jazz-Gruppe: SF Jazz Collective
- Sopransaxophon: Ravi Coltrane
- Altsaxophon: Miguel Zenón
- Tenorsaxophon: Chris Potter
- Baritonsaxophon: Claire Daly
- Trompete: Jeremy Pelt
- Posaune: Gianluca Petrella
- Klarinette: Chris Speed
- Flöte: Nicole Mitchell
- Schlagzeug: Matt Wilson
- Percussion: Hamid Drake
- Vibraphon: Stefon Harris
- Violine: Jenny Scheinman
- Bass: Ben Allison
- Gitarre: Kurt Rosenwinkel
- Klavier: Jason Moran
- Orgel: Sam Yahel
- Keyboard: Uri Caine
- Sonstige Instrumente: Grégoire Maret (harmonica)
- Männlicher Vokalkünstler: Jamie Cullum
- Weibliche Vokalkünstlerin: Luciana Souza
- Komponist: Vijay Iyer
- Arrangeur: Steven Bernstein
- Produzent: Branford Marsalis
- Blues-Musiker/Gruppe: Derek Trucks

Leser-Poll:
- Hall of Fame: Jimmy Smith
- Jazzmusiker des Jahres: Sonny Rollins
- Jazz-Album des Jahres: Sonny Rollins Without a Song: The 9/11 Concert (Milestone)
- Blues-Album des Jahres: Buddy Guy Bring' em in (Jive)
- Historisches Album des Jahres: Thelonious Monk mit John Coltrane At Carnegie Hall (Blue Note)
- Big Band: Dave Holland Big Band
- Jazz-Combo: Dave Holland Quintet
- Altsaxophon: Phil Woods
- Tenorsaxophon: Sonny Rollins
- Baritonsaxophon: James Carter
- Sopransaxophon: Wayne Shorter
- Trompete: Dave Douglas
- Posaune: Steve Turre
- Klarinette: Don Byron
- Flöte: James Moody
- Schlagzeug: Jack DeJohnette
- Percussion: Poncho Sanchez
- Vibraphon: Gary Burton
- Akustischer Bass: Dave Holland
- Elektrischer Bass: Dave Holland
- Gitarre: Bill Frisell
- Klavier: Keith Jarrett
- Elektrisches Keyboard/Synthesizer: Joe Zawinul
- Orgel: Joey DeFrancesco
- Sonstige Instrumente: Toots Thielemans (Harmonika)
- Komponist: Maria Schneider
- Label: Blue Note Records
- Männlicher Vokalkünstler: Kurt Elling
- Weibliche Vokalkünstlerin: Cassandra Wilson
- Blues-Künstler/Gruppe: B. B. King

## 2007
Kritiker-Poll:
- Hall of Fame: Andrew Hill
- Jazzmusiker des Jahres: Ornette Coleman
- Jazz-Album des Jahres: Ornette Coleman Sound Grammar (Sound Grammar)
- Blues-Album des Jahres: Otis Taylor Definition of a Circle (Telarc)
- Beyond-Album: Toumani Diabaté’s Symmetric Orchestra Boulevard de l’Independance (World Circuit/Nonesuch)
- Big Band: Maria Schneider Orchestra
- Akustische Band: Dave Holland Quartet
- Altsaxophon: Ornette Coleman
- Tenorsaxophon: Sonny Rollins
- Baritonsaxophon: Gary Smulyan
- Sopransaxophon: Wayne Shorter
- Trompete: Dave Douglas
- Posaune: Steve Turre
- Klarinette: Don Byron
- Flöte: James Moody
- Schlagzeug: Roy Haynes
- Percussion: Poncho Sanchez
- Vibraphon: Bobby Hutcherson
- Bass (akustisch und elektrisch): Dave Holland
- Violine: Regina Carter
- Gitarre: Bill Frisell
- Klavier: Keith Jarrett
- Orgel: Joey DeFrancesco
- Electric Keyboard: Joe Zawinul
- Sonstige Instrumente: Toots Thielemans, Harmonika
- Arrangeur: Maria Schneider
- Komponist: Maria Schneider
- Label: Blue Note Records
- Männlicher Vokalkünstler: Kurt Elling
- Weibliche Vokalkünstlerin: Dianne Reeves
- Blues-Künstler/Gruppe: B. B. King
- Beyond-Künstler/Gruppe: Toumani Diabaté
- Produzent: Michael Cuscuna
- Reissue des Jahres: Miles Davis The Legendary Prestige Sessions (Concord)

Kritiker Poll: Rising Stars
- Jazzmusiker des Jahres: Vijay Iyer
- Big Band: John Hollenbeck Large Ensemble
- Jazz-Gruppe: Jason Moran´s Band Wagon, Matt Wilson´s Arts & Crafts (tie)
- Sopransaxophon: Steve Wilson
- Altsaxophon: David Binney
- Tenorsaxophon: Chris Potter
- Baritonsaxophon: Claire Daly
- Trompete: Jeremy Pelt
- Posaune: Gianluca Petrella
- Klarinette: Anat Cohen
- Flöte: Nicole Mitchell
- Schlagzeug: Matt Wilson
- Percussion: Susie Ibarra
- Vibraphon: Stefon Harris
- Violine: Jenny Scheinman
- Bass: Ben Allison
- Gitarre: Lionel Loueke
- Klavier: Robert Glasper
- Orgel: Sam Yahel
- Keyboard: Craig Taborn
- Sonstige Instrumente: Dino Saluzzi (bandoneon)
- Männlicher Vokalkünstler: Jamie Cullum
- Weibliche Vokalkünstlerin: Roberta Gambarini
- Komponist: Vijay Iyer
- Arrangeur: John Hollenbeck
- Produzent: Branford Marsalis
- Blues-Musiker/Gruppe: Derek Trucks Band

Leser-Poll:
- Hall of Fame: Michael Brecker
- Jazzmusiker des Jahres: Sonny Rollins
- Jazz-Album des Jahres: Pat Metheny, Brad Mehldau Metheny, Mehldau (Nonesuch)
- Blues-Album des Jahres: Buddy Guy Can’t quit the Blues (Sony)
- Historisches Album des Jahres: Thelonious Monk mit John Coltrane The Complete 1957 Riverside Recordings (Riverside)
- Big Band: Count Basie
- Jazz-Combo: Dave Holland Quintet
- Altsaxophon: Phil Woods
- Tenorsaxophon: Sonny Rollins
- Baritonsaxophon: James Carter
- Sopransaxophon: Wayne Shorter
- Trompete: Wynton Marsalis
- Posaune: Bob Brookmeyer
- Klarinette: Paquito D’Rivera
- Flöte: Hubert Laws
- Schlagzeug: Jack DeJohnette
- Percussion: Poncho Sanchez
- Vibraphon: Gary Burton
- Akustischer Bass: Ron Carter
- Elektrischer Bass: Ron Carter
- Gitarre: Pat Metheny
- Klavier: Brad Mehldau
- Elektrisches Keyboard/Synthesizer: Herbie Hancock
- Orgel: Joey DeFrancesco
- Sonstige Instrumente: Toots Thielemans (Harmonika)
- Komponist: Wayne Shorter
- Label: Blue Note Records
- Männlicher Vokalkünstler: Tony Bennett
- Weibliche Vokalkünstlerin: Diana Krall
- Blues-Künstler/Gruppe: B. B. King

## 2008
Kritiker-Poll:
- Hall of Fame: Joe Zawinul
- Jazzmusiker des Jahres: Herbie Hancock
- Jazz-Album des Jahres: Maria Schneider Sky Blue (ArtistShare)
- Blues-Album des Jahres: Otis Taylor Recapturing The Banjo (Telarc)
- Beyond-Album: Radiohead In Rainbows (ATO)
- Big Band: Maria Schneider Orchestra
- Jazz-Gruppe: Keith Jarrett Trio
- Altsaxophon: Ornette Coleman
- Tenorsaxophon: Sonny Rollins
- Baritonsaxophon: Gary Smulyan
- Sopransaxophon: Wayne Shorter
- Trompete: Dave Douglas
- Posaune: Steve Turre
- Klarinette: Don Byron
- Flöte: James Moody
- Schlagzeug: Roy Haynes
- Percussion: Poncho Sanchez
- Vibraphon: Bobby Hutcherson
- Bass (akustisch): Christian McBride
- Bass (elektrisch): Steve Swallow
- Violine: Regina Carter
- Gitarre: Pat Metheny
- Klavier: Keith Jarrett
- Orgel: Joey DeFrancesco
- Electric Keyboard: Herbie Hancock
- Arrangeur: Maria Schneider
- Komponist: Maria Schneider
- Label: Edition of Contemporary Music
- Männlicher Vokalkünstler: Kurt Elling
- Weibliche Vokalkünstlerin: Cassandra Wilson
- Blues-Künstler/Gruppe: B. B. King
- Beyond-Künstler/Gruppe: Radiohead
- Produzent: Manfred Eicher
- Historisches Album: Charles Mingus Cornell 1964 (Blue Note)

- Veterans Committee Hall of Fame: Jimmy Blanton, Harry Carney, Erroll Garner, Jo Jones, Jimmie Lunceford

Kritiker Poll: Rising Stars:
- Jazzmusiker des Jahres: Jason Moran[5]
- Big Band: Exploding Star Orchestra, Jason Lindner Big Band (gleiche Stimmenanzahl)
- Jazz-Gruppe: The Claudia Quintet
- Sopransaxophon: Marcus Strickland
- Altsaxophon: Miguel Zenón
- Tenorsaxophon: Donny McCaslin
- Baritonsaxophon: Scott Robinson
- Trompete: Jeremy Pelt
- Posaune: Josh Roseman
- Klarinette: Anat Cohen
- Flöte: Nicole Mitchell
- Schlagzeug: Eric Harland
- Percussion: Susie Ibarra
- Vibraphon: Stefon Harris
- Violine: Jenny Scheinman
- Bass (akustisch): Esperanza Spalding
- Bass (elektrisch): Hadrien Féraud
- Gitarre: Lionel Loueke
- Klavier: Robert Glasper
- Orgel: Sam Yahel, Gary Versace (tie)
- Keyboard: Craig Taborn
- Sonstige Instrumente: Grégoire Maret (harmonica)
- Männlicher Vokalkünstler: Giacomo Gates
- Weibliche Vokalkünstlerin: Roberta Gambarini
- Komponist: John Hollenbeck
- Arrangeur: John Hollenbeck
- Produzent: Branford Marsalis
- Blues-Musiker/Gruppe: Derek Trucks

Leser-Poll:
- Hall of Fame: Keith Jarrett
- Jazzmusiker des Jahres: Sonny Rollins
- Jazz-Album des Jahres: Michael Brecker Pilgrimage (Heads Up)
- Blues-Album des Jahres: James Blood Ulmer Bad Blood in the City. The Piety Street Sessions (Hyena)
- Historisches Album des Jahres: Miles Davis The Complete On the Corner Sessions
- Big Band: Maria Schneider Orchestra
- Jazz Group: Pat Metheny Trio
- Altsaxophon: Phil Woods
- Tenorsaxophon: Sonny Rollins
- Baritonsaxophon: James Carter
- Sopransaxophon: Wayne Shorter
- Trompete: Wynton Marsalis
- Posaune: Steve Turre
- Klarinette: Paquito D’Rivera
- Flöte: James Moody
- Schlagzeug: Jack DeJohnette
- Percussion: Poncho Sanchez
- Vibraphon: Bobby Hutcherson
- Akustischer Bass: Christian McBride
- Elektrischer Bass: Steve Swallow
- Gitarre: Pat Metheny
- Klavier: Herbie Hancock
- Elektrisches Keyboard/Synthesizer: Chick Corea
- Orgel: Joey DeFrancesco
- Sonstige Instrumente: Toots Thielemans (Harmonika)
- Komponist: Maria Schneider
- Label: Blue Note Records
- Männlicher Vokalkünstler: Kurt Elling
- Weibliche Vokalkünstlerin: Diana Krall
- Blues-Künstler/Gruppe: B. B. King

## 2009
Kritiker-Poll:
- Hall of Fame: Hank Jones
- Jazzmusiker des Jahres: Sonny Rollins
- Jazz-Album des Jahres: Sonny Rollins Road Shows Vol. 1 (Doxy/Emarcy)
- Blues-Album des Jahres: B. B. King One Kind Favor (Geffen)
- Big Band: Maria Schneider Orchestra
- Jazz-Gruppe: Keith Jarrett Standard-Trio
- Altsaxophon: Lee Konitz
- Tenorsaxophon: Joe Lovano
- Baritonsaxophon: Gary Smulyan
- Sopransaxophon: Wayne Shorter
- Trompete: Dave Douglas
- Posaune: Steve Turre
- Klarinette: Don Byron
- Flöte: James Moody
- Schlagzeug: Roy Haynes
- Percussion: Poncho Sanchez
- Vibraphon: Gary Burton
- Bass (akustisch): Christian McBride
- Bass (elektrisch): Steve Swallow
- Violine: Regina Carter
- Gitarre: Bill Frisell
- Klavier: Keith Jarrett
- Orgel: Dr. Lonnie Smith
- Electric Keyboard: Chick Corea
- Männlicher Vokalkünstler: Kurt Elling
- Weibliche Vokalkünstlerin: Cassandra Wilson
- Blues-Künstler/Gruppe: B. B. King
- Historisches Album: Anthony Braxton The Complete Arista Recordings (Mosaic)
- Veterans Committee Hall of Fame: Oscar Pettiford, Tadd Dameron

Kritiker Poll, Rising Stars:
- Jazzmusiker des Jahres: Rudresh Mahanthappa
- Big Band: Jason Lindner Big Band
- Jazz-Gruppe: Mostly Other People Do the Killing
- Sopransaxophon: Marcus Strickland
- Altsaxophon: Rudresh Mahanthappa
- Tenorsaxophon: Donny McCaslin
- Baritonsaxophon: Claire Daly
- Trompete: Christian Scott
- Posaune: Josh Roseman
- Klarinette: Anat Cohen
- Flöte Nicole Mitchell
- Schlagzeug: Eric Harland
- Percussion: Susie Ibarra
- Vibraphon: Joe Locke
- Violine: Jenny Scheinman
- Bass (akustisch): Esperanza Spalding
- Bass (elektrisch): Stomu Takeishi
- Gitarre: Lionel Loueke
- Klavier: Vijay Iyer
- Orgel: Gary Versace
- Keyboard: Craig Taborn
- Sonstige Instrumente: Edmar Castañeda (Harfe)
- Männlicher Vokalkünstler: Giacomo Gates
- Weibliche Vokalkünstlerin: Dee Alexander
- Komponist: John Hollenbeck
- Arrangeur: John Hollenbeck
- Produzent: Branford Marsalis
- Blues-Musiker/Gruppe: Shemekia Copeland

Leser-Poll:
- Hall of Fame: Freddie Hubbard
- Jazzmusiker des Jahres: Sonny Rollins
- Jazz-Album des Jahres: Sonny Rollins Road Shows, Vol. 1 (Doxy/Emarcy)
- Blues-Album des Jahres: B. B. King One Kind Favor (Geffen)
- Historisches Album des Jahres: Miles Davis Kind of Blue, 50th anniversary edition (Columbia/Legacy)
- Big Band: Maria Schneider Orchestra
- Jazz Group: Pat Metheny Trio
- Altsaxophon: Kenny Garrett
- Tenorsaxophon: Sonny Rollins
- Baritonsaxophon: James Carter
- Sopransaxophon: Wayne Shorter
- Trompete: Wynton Marsalis
- Posaune: Robin Eubanks
- Klarinette: Paquito D’Rivera
- Flöte: Hubert Laws
- Schlagzeug: Jack DeJohnette
- Percussion: Poncho Sanchez
- Vibraphon: Gary Burton
- Akustischer Bass: Christian McBride
- Elektrischer Bass: Stanley Clarke
- Gitarre: Pat Metheny
- Klavier: Herbie Hancock
- Elektrisches Keyboard/Synthesizer: Chick Corea
- Orgel: Joey DeFrancesco
- Sonstige Instrumente: Béla Fleck (Banjo)
- Komponist: Wayne Shorter
- Label: Verve Records
- Männlicher Vokalkünstler: Kurt Elling
- Weibliche Vokalkünstlerin: Diana Krall
- Blues-Künstler/Gruppe: B. B. King